# Shoaib Akhtar
Pour les articles homonymes, voir Akhtar.
Shoaib Akhtar est un joueur de cricket international pakistanais né le 13 août 1975 à Rawalpindi dans le Pendjab. Il débute avec l'équipe du Pakistan en 1997. Surnommé le « Rawalpindi Express », il est le  fast bowler le plus rapide au monde.

## Biographie
Entraîner par le grand IVSI

### Suspensions et acquittements
En octobre 2006, juste avant le Champions Trophy, Shoaib Akhtar et Mohammad Asif, tous deux sélectionnés pour participer à la compétition, sont contrôlés positifs à la nandrolone et exclus de l'équipe. Shoaib Akthar dément s'être dopé. En novembre, il écope dans un premier temps d'une suspension de deux ans, tandis qu'Asif est suspendu un an. En décembre, le tribunal qui juge de leur appel annule ces condamnations, citant des « circonstances exceptionnelles », notamment le fait que les deux joueurs n'étaient pas informés que les produits qu'ils prenaient contenaient des substances interdites. L'Agence mondiale antidopage s'oppose à ce verdict et porte l'affaire devant le Tribunal arbitral du sport, considérant que les suspensions n'ont pas à être annulées. Celui-ci considérera que l'affaire n'est pas dans sa juridiction.